# 1988年
1988年（1988 ねん）は、西暦（グレゴリオ暦）による、金曜日から始まる閏年。昭和63年。
この項目では、国際的な視点に基づいた1988年について記載する。

## 他の紀年法
- 干支：戊辰（つちのえ たつ）
- 日本（月日は一致）
  - 昭和63年
  - 皇紀2648年
- 大韓民国（月日は一致）
  - 檀紀4321年
- 中華民国（月日は一致）
  - 中華民国77年
- 朝鮮民主主義人民共和国（月日は一致）
  - 主体77年
- 仏滅紀元：2530年 - 2531年
- イスラム暦：1408年5月11日 - 1409年5月22日
- ユダヤ暦：5748年4月11日 - 5749年4月23日
- UNIX時間：567993600 - 599615999
- 修正ユリウス日 (MJD)：47161 - 47526
- リリウス日 (LD)：148002 - 148367

※ 主体暦は、朝鮮民主主義人民共和国で1997年に制定された。

## カレンダー
| 1月 |    |    |    |    |    |    |
| 日  | 月 | 火 | 水 | 木 | 金 | 土 |
|     |    |    |    |    | 1  | 2  |
| 3   | 4  | 5  | 6  | 7  | 8  | 9  |
| 10  | 11 | 12 | 13 | 14 | 15 | 16 |
| 17  | 18 | 19 | 20 | 21 | 22 | 23 |
| 24  | 25 | 26 | 27 | 28 | 29 | 30 |
| 31  |    |    |    |    |    |    |
|     |    |    |    |    |    |    |

| 2月 |    |    |    |    |    |    |
| 日  | 月 | 火 | 水 | 木 | 金 | 土 |
|     | 1  | 2  | 3  | 4  | 5  | 6  |
| 7   | 8  | 9  | 10 | 11 | 12 | 13 |
| 14  | 15 | 16 | 17 | 18 | 19 | 20 |
| 21  | 22 | 23 | 24 | 25 | 26 | 27 |
| 28  | 29 |    |    |    |    |    |
|     |    |    |    |    |    |    |

| 3月 |    |    |    |    |    |    |
| 日  | 月 | 火 | 水 | 木 | 金 | 土 |
|     |    | 1  | 2  | 3  | 4  | 5  |
| 6   | 7  | 8  | 9  | 10 | 11 | 12 |
| 13  | 14 | 15 | 16 | 17 | 18 | 19 |
| 20  | 21 | 22 | 23 | 24 | 25 | 26 |
| 27  | 28 | 29 | 30 | 31 |    |    |
|     |    |    |    |    |    |    |

| 4月 |    |    |    |    |    |    |
| 日  | 月 | 火 | 水 | 木 | 金 | 土 |
|     |    |    |    |    | 1  | 2  |
| 3   | 4  | 5  | 6  | 7  | 8  | 9  |
| 10  | 11 | 12 | 13 | 14 | 15 | 16 |
| 17  | 18 | 19 | 20 | 21 | 22 | 23 |
| 24  | 25 | 26 | 27 | 28 | 29 | 30 |
|     |    |    |    |    |    |    |

| 5月 |    |    |    |    |    |    |
| 日  | 月 | 火 | 水 | 木 | 金 | 土 |
| 1   | 2  | 3  | 4  | 5  | 6  | 7  |
| 8   | 9  | 10 | 11 | 12 | 13 | 14 |
| 15  | 16 | 17 | 18 | 19 | 20 | 21 |
| 22  | 23 | 24 | 25 | 26 | 27 | 28 |
| 29  | 30 | 31 |    |    |    |    |
|     |    |    |    |    |    |    |

| 6月 |    |    |    |    |    |    |
| 日  | 月 | 火 | 水 | 木 | 金 | 土 |
|     |    |    | 1  | 2  | 3  | 4  |
| 5   | 6  | 7  | 8  | 9  | 10 | 11 |
| 12  | 13 | 14 | 15 | 16 | 17 | 18 |
| 19  | 20 | 21 | 22 | 23 | 24 | 25 |
| 26  | 27 | 28 | 29 | 30 |    |    |
|     |    |    |    |    |    |    |

| 7月 |    |    |    |    |    |    |
| 日  | 月 | 火 | 水 | 木 | 金 | 土 |
|     |    |    |    |    | 1  | 2  |
| 3   | 4  | 5  | 6  | 7  | 8  | 9  |
| 10  | 11 | 12 | 13 | 14 | 15 | 16 |
| 17  | 18 | 19 | 20 | 21 | 22 | 23 |
| 24  | 25 | 26 | 27 | 28 | 29 | 30 |
| 31  |    |    |    |    |    |    |
|     |    |    |    |    |    |    |

| 8月 |    |    |    |    |    |    |
| 日  | 月 | 火 | 水 | 木 | 金 | 土 |
|     | 1  | 2  | 3  | 4  | 5  | 6  |
| 7   | 8  | 9  | 10 | 11 | 12 | 13 |
| 14  | 15 | 16 | 17 | 18 | 19 | 20 |
| 21  | 22 | 23 | 24 | 25 | 26 | 27 |
| 28  | 29 | 30 | 31 |    |    |    |
|     |    |    |    |    |    |    |

| 9月 |    |    |    |    |    |    |
| 日  | 月 | 火 | 水 | 木 | 金 | 土 |
|     |    |    |    | 1  | 2  | 3  |
| 4   | 5  | 6  | 7  | 8  | 9  | 10 |
| 11  | 12 | 13 | 14 | 15 | 16 | 17 |
| 18  | 19 | 20 | 21 | 22 | 23 | 24 |
| 25  | 26 | 27 | 28 | 29 | 30 |    |
|     |    |    |    |    |    |    |

| 10月 |    |    |    |    |    |    |
| 日   | 月 | 火 | 水 | 木 | 金 | 土 |
|      |    |    |    |    |    | 1  |
| 2    | 3  | 4  | 5  | 6  | 7  | 8  |
| 9    | 10 | 11 | 12 | 13 | 14 | 15 |
| 16   | 17 | 18 | 19 | 20 | 21 | 22 |
| 23   | 24 | 25 | 26 | 27 | 28 | 29 |
| 30   | 31 |    |    |    |    |    |
|      |    |    |    |    |    |    |

| 11月 |    |    |    |    |    |    |
| 日   | 月 | 火 | 水 | 木 | 金 | 土 |
|      |    | 1  | 2  | 3  | 4  | 5  |
| 6    | 7  | 8  | 9  | 10 | 11 | 12 |
| 13   | 14 | 15 | 16 | 17 | 18 | 19 |
| 20   | 21 | 22 | 23 | 24 | 25 | 26 |
| 27   | 28 | 29 | 30 |    |    |    |
|      |    |    |    |    |    |    |

| 12月 |    |    |    |    |    |    |
| 日   | 月 | 火 | 水 | 木 | 金 | 土 |
|      |    |    |    | 1  | 2  | 3  |
| 4    | 5  | 6  | 7  | 8  | 9  | 10 |
| 11   | 12 | 13 | 14 | 15 | 16 | 17 |
| 18   | 19 | 20 | 21 | 22 | 23 | 24 |
| 25   | 26 | 27 | 28 | 29 | 30 | 31 |
|      |    |    |    |    |    |    |

## できごと

### 1月
- 1月1日 - ソビエト連邦、ミハイル・ゴルバチョフ書記長主導の下、ペレストロイカ開始。
- 1月5日 - 六本木ディスコ照明落下事故。死者3名負傷者14名の大惨事となった。
- 1月13日 - 台湾の蔣経国総統没[1]。後任に李登輝。
- 1月26日
  - オーストラリアが入植200周年を祝う。
  - 747-400が本格生産開始。

### 2月
- 2月6日 - イタリア・リラ、1000分の1デノミ決定。
- 2月10日 - ドラゴンクエストIII そして伝説へ…が発売。
- 2月13日 - カルガリーオリンピック開幕（2月28日まで）。
- 2月24日 - 雑誌『ハスラー』が名誉毀損問題でアメリカの連邦最高裁で逆転勝訴。
- 2月25日 - 韓国で盧泰愚大統領が就任。
- 2月27日 - アゼルバイジャンのスムガイトでアゼルバイジャン人がアルメニア人を襲撃（スムガイト暴動）。

### 3月
- 3月2日 - アメリカ合衆国上院、グラス・スティーガル法撤廃法案可決。
- 3月13日 - 青函トンネルが開業（海峡線 中小国 - 木古内間）。1964年1月6日の起工式から24年の歳月と6890億円の費用を投じた。
- 3月14日 - 赤瓜礁海戦。中華人民共和国とベトナムが衝突。
- 3月16日 - イラクのハラブジャで、多くの住民が化学兵器により殺害される（ハラブジャ事件）。
- 3月17日 - コロンビア・ククタ付近でアビアンカ航空410便のボーイング727が墜落し、乗員乗客143人全員が死亡（アビアンカ航空410便墜落事故）。
- 3月18日 - 東京ドーム開場。
- 3月24日 - 中国で、修学旅行中の高知学芸高校の生徒と教師計28名が列車事故により死亡（上海列車事故）。
- 3月25日 - チェコスロバキアのブラチスラヴァ（現スロバキア首都）で、共産党政権に反対する同国初の大規模なろうそくデモ発生。

### 4月
- 4月10日 - 瀬戸大橋開通
- 4月14日 - ソ連がアフガニスタンからの撤退に関して合意（ジュネーヴ合意）。翌年2月15日までに撤退を完了。
- 4月26日 - 韓国の第13代総選挙で与党の民主正義党が不振、野党が過半数。
- 4月30日 - オーストラリアのブリスベンでブリスベン国際レジャー博覧会開催。（10月30日まで）

### 5月
- 5月15日 - 1988年フランス大統領選挙でフランソワ・ミッテラン再選。
- 5月15日 - アフガニスタンからのソ連軍の撤退開始。
- 5月23日 - アメリカ合衆国大統領ロナルド・レーガン、訪ソ、首脳会議。

### 6月
- 6月19日 - 第14回先進国首脳会議（トロント・サミット）開幕。
- 6月27日 - フランス・リヨン駅列車衝突事故

### 7月
- 7月1日 - アメリカ合衆国で90日以内の観光、商用、もしくはトランジット目的で米国内に滞在する外国人のビザ免除プログラムの施行開始。同日よりイギリス市民権を持つ者に対して適用。
- 7月3日
  - イラン航空655便エアバスA300B2がアメリカ海軍のイージス艦「ヴィンセンス」に撃墜され、乗員乗客290名全員が死亡（イラン航空655便撃墜事件）。
  - トルコのイスタンブールにファーティフ・スルタン・メフメト橋（第二ボスポラス橋）開通。
- 7月6日 - 北海油田の石油プラットフォーム、パイパー・アルファで爆発事故、166名の死者を出す惨事となる。

### 8月
- 8月6日 - 第一回原爆ドーム合作絵画の会が開催。
- 8月8日 - ビルマで8888民主化運動が発生。
- 8月10日 - アメリカ合衆国大統領ロナルド・レーガンが市民の自由法に署名し、発効。第二次世界大戦中にアメリカによって行われた日系人の強制収容を謝罪し一人当たり20000ドルの補償を行う。
- 8月11日 - アルカーイダが組織される。
- 8月19日 - ビルマでマウン・マウンが大統領に就任。
- 8月20日 - イラン・イラク戦争停戦が正式に成立。
- 8月21日 - ネパール地震
- 8月28日 - 西ドイツのラムシュタイン空軍基地で行われたイタリア空軍のアクロバットチーム、フレッチェ・トリコローリによる航空ショーで衝突墜落事故が発生（ラムシュタイン航空ショー墜落事故）。70人死亡、346人が重軽傷を負う惨事。

### 9月
- 9月11日 - エストニア・ソビエト社会主義共和国での集会に30万人が参加（歌う革命）。
- 9月14日 - ハリケーン・ギルバートがメキシコのユカタン半島に上陸。
- 9月17日 - ソウルオリンピック開幕（10月2日まで）。
- 9月18日 - ビルマでソウ・マウン国軍総参謀長がクーデターにより全権掌握。国家法秩序回復評議会を設立。
- 9月21日 - 日本のロックユニット・B'zがCDデビュー。
- 9月29日 - アメリカ航空宇宙局、スペースシャトル・チャレンジャー墜落後初となるスペースシャトル・ディスカバリーの打ち上げに成功 (STS-26)。

### 10月
- 10月7日 - リトアニアの首都ヴィリニュスで、ゲディミナス城の塔の上で1940年以降掲げられていなかった黄・緑・赤の3色旗が掲揚される。
- 10月17日 - ボードゲーム「モノポリー」の第8回世界選手権で百田郁夫が優勝し、日本人で初めて世界の頂点に立つ。
- 10月30日 - フィリップモリス、クラフトを買収。
- 10月31日 - マツダが「ペルソナ」を発売。

### 11月
- 11月8日 - アメリカ大統領選挙でジョージ・ハーバート・ウォーカー・ブッシュがマイケル・デュカキスを破って当選。
- 11月15日
  - PLOがチュニジアのチュニスでパレスチナ国家独立を宣言。
  - ソ連の宇宙シャトル「ブラン」打ち上げ。無人での軌道周回飛行を行う。
- 11月16日 - ソ連のエストニア共和国が主権宣言（1991年に独立）。
- 11月17日 - オランダがインターネットに接続された2番目の国となる。

### 12月
- 12月2日 - パキスタン総選挙で勝利したベーナズィール・ブットーが同国首相に就任。イスラム国家では初の女性首相となる。
- 12月7日 - アルメニアでマグニチュード6.8の地震発生。2万5000人以上が死亡（アルメニア地震 (1988年)）。
- 12月16日 - 日本とアメリカ合衆国との協定により、ビザ免除プログラム適用開始。90日以内の観光、商用、トランジット目的での渡航の際のビザ取得が原則不要となる。同プログラム適用はイギリスに次ぎ2カ国目。
- 12月21日 - パンアメリカン航空103便爆破事件

## 天候・天災・観測等
- ラニーニャ現象が発生。世界各地で異常気象。

## 芸術・文化・ファッション・テレビ

### スポーツ
- 1988年カルガリーオリンピック
- 1988年ソウルオリンピック
- モータースポーツ
  - F1世界選手権
    - ドライバーズチャンピオン アイルトン・セナ
    - コンストラクターズチャンピオン マクラーレン・ホンダ

  - ロードレース世界選手権
    - 500cc エディ・ローソン
    - 250cc アルフォンソ・ポンス

### テレビ
- 10月13日 - フジテレビ系列のバラエティ番組『とんねるずのみなさんのおかげです』がレギュラ一放送開始。

## 誕生

### 人物

#### 1月
- 1月1日 - 松野井雅、タレント、元AV女優
- 1月2日 - 明坂聡美、声優
- 1月3日 - カロリーナ・ヘルマン、フィギュアスケート選手
- 1月3日 - J.R.ヒルデブランド、レーシングドライバー
- 1月3日 - ジョニー・エヴァンズ、サッカー選手
- 1月3日 - チョン・ヨンヒョク、フィギュアスケート選手
- 1月3日 - 山本和臣、声優、歌手
- 1月7日 - ハードウェル、DJ
- 1月7日 - ジョーリス・チャシーン、メジャーリーガー
- 1月9日 - キャサリン・コペリー、フィギュアスケート選手
- 1月10日 - ゾエ・ブラン、フィギュアスケート選手
- 1月10日 - ラファエル・ドリス、プロ野球選手
- 1月12日 - マルセル・シュメルツァー、サッカー選手
- 1月15日 - キャンディス・ディディエ、フィギュアスケート選手
- 1月15日 - スクリレックス、エレクトロミュージシャン・シンガーソングライター
- 1月15日 - ダルウィン・アタプマ、自転車競技選手
- 1月16日 - シンシア・ファヌフ、フィギュアスケート選手
- 1月16日 - ニクラス・ベントナー、サッカー、デンマーク代表
- 1月16日 - ブノワ・リショー、フィギュアスケート振付師
- 1月18日 - ミゲル・メヒア、プロ野球選手
- 1月19日 - ショーン・トールソン、メジャーリーガー
- 1月19日 - 山本裕典、俳優
- 1月20日 - ジェフレン・スアレス、サッカー選手
- 1月21日 - アシュトン・イートン、陸上競技選手
- 1月22日 - グレッグ・オデン、バスケットボール選手
- 1月24日 - ドルラン・パボン、サッカー選手
- 1月25日 - 小澤亮太、俳優
- 1月26日 - ギャリー・フーパー、サッカー選手
- 1月26日 - 峰幸代、ソフトボール選手
- 1月27日 - ケルロン・モウラ・ソウザ、サッカー選手
- 1月28日 - A.J.グリフィン、メジャーリーガー
- 1月31日 - シドニー・サム、サッカー選手

#### 2月
- 2月1日 - アラン・デサンミゲル、マイナーリーガー
- 2月1日 - 東出昌大、ファッションモデル、俳優
- 2月2日 - マックス・パールマン、野球選手
- 2月3日 - キュヒョン、アイドル、俳優、タレント (SUPER JUNIOR)
- 2月4日 - リザナ・ナシカ、メイド（+ 2013年）
- 2月4日 - ロマン・タラン、フィギュアスケート選手
- 2月6日 - ヤン・モシチツキー、フィギュアスケート選手
- 2月7日 - パーダール・ビアンカ、フィギュアスケート選手
- 2月7日 - マシュー・スタッフォード、アメリカンフットボール選手
- 2月8日 - 佐々木希、ファッションモデル、女優
- 2月8日 - マチュー・ウィルソン、フィギュアスケート選手
- 2月9日 - T-岡田、プロ野球選手
- 2月10日 - ジーンマー・ゴメス、メジャーリーガー
- 2月10日 - ジェイク・ブリガム、プロ野球選手
- 2月10日 - 西明日香、声優
- 2月10日 - 山村響、声優
- 2月11日 - ジュンジュン、元モーニング娘。
- 2月12日 - 榮倉奈々、女優、モデル
- 2月12日 - ジョシュ・フェグリー、メジャーリーガー
- 2月13日 - 森なな子、声優
- 2月13日 - ライアン・ゴインズ、メジャーリーガー
- 2月14日 - アンヘル・ディ・マリア、サッカー選手
- 2月14日 - ヤホール・マイストロウ、フィギュアスケート選手
- 2月15日 - ルイ・パトリシオ、サッカー選手、ポルトガル代表
- 2月16日 - アンドレア・ラノッキア、サッカー選手
- 2月16日 - キム・スヒョン、俳優、モデル
- 2月16日 - デニウソン・ペレイラ・ネヴェス、サッカー選手
- 2月18日 - チャンミン、アイドル、俳優（東方神起）
- 2月18日 - ノダリー・マイスラーゼ、フィギュアスケート選手
- 2月19日 - 入野自由、声優
- 2月20日 - スペンサー・パットン、プロ野球選手
- 2月20日 - リアーナ、歌手
- 2月21日 - 蔣智賢、野球選手
- 2月22日 - ウリ、元アイドル（元RAINBOW）
- 2月23日 - ケビン、アイドル (ZE:A)
- 2月23日 - 福永美春、フリーアナウンサー
- 2月25日 - シン・イェジ、フィギュアスケート選手
- 2月26日 - キム・ヨンギョン、バレーボール選手
- 2月26日 - ダスティン・アクリー、メジャーリーガー

#### 3月
- 3月1日 - 張振旺、野球選手
- 3月4日 - ホセ・デポーラ、メジャーリーガー
- 3月6日 - シモン・ミニョレ、サッカー選手
- 3月6日 - レオネス・マーティン、メジャーリーガー
- 3月10日 - インス、アイドル (MY NAME)
- 3月11日 - ファビオ・コエントラン、サッカー選手
- 3月13日 ‐ ジェイソン・ロジャース、プロ野球選手
- 3月14日 - ジョシュ・スティンソン、プロ野球選手
- 3月14日 - ステフィン・カリー、バスケットボール選手
- 3月15日 - アンゲリカ・チホツカ、陸上競技選手
- 3月16日 - 榎あづさ、声優、歌手、元LISPのメンバー
- 3月17日 - グライムス、アーティスト
- 3月17日 - フレイザー・フォースター、サッカー選手
- 3月19日 - クレイトン・カーショウ、メジャーリーガー
- 3月19日 - レオ・シン、サッカー選手
- 3月20日 - ディエゴ・バストス・リベイロ、サッカー選手
- 3月21日 - リー・カッターモール、サッカー選手
- 3月22日 - コンスタンチン・ベズマテルニフ、フィギュアスケート選手
- 3月27日 - 内田篤人、サッカー選手
- 3月28日 - ライアン・ケイリッシュ、メジャーリーガー
- 3月31日 - ベアトリサ・リャン、フィギュアスケート選手
- 3月31日 - ホーガン・エフレイム、サッカー選手

#### 4月
- 4月1日 - チョン・へイン、俳優
- 4月1日 - ブルック・ロペス、バスケットボール選手
- 4月1日 - ロビン・ロペス、バスケットボール選手
- 4月3日 - ティム・クルル、サッカー選手
- 4月5日 - 中田あすみ、女優・元てれび戦士
- 4月9日 - ユイ、元アイドル、女優（元AFTERSCHOOL）
- 4月10日 - ウィルソン・マトス、プロ野球選手
- 4月10日 - ハーレイ・ジョエル・オスメント、俳優
- 4月10日 - ユニス・ジェプコエチ・サム、陸上競技選手
- 4月11日 - ピート・コズマ、野球選手
- 4月11日 - 前田健太、野球選手
- 4月12日 - ステファノ・デシモーニ、プロ野球選手
- 4月13日 - アンデルソン、サッカー選手
- 4月13日 - 松本健太、ボーカル・ベース (WANIMA)
- 4月15日 - クリス・ティルマン、メジャーリーガー
- 4月15日 - 沼倉愛美、声優、歌手
- 4月16日 - ペーター・リーベルス、フィギュアスケート選手
- 4月17日 - 森内貴寛（Taka）、シンガーソングライター (ONE OK ROCK)
- 4月19日 - 小嶋陽菜、元AKB48、女優・タレント・ファッションモデル
- 4月19日 - ケビン・ベジスティック、野球選手
- 4月21日 - 李杜軒、プロ野球選手
- 4月22日 - ディー・ゴードン、メジャーリーガー
- 4月24日 - MOCA（ベリーグッドマン）、歌手
- 4月25日 - セルジオ・ドゥトラ・ジュニオール、サッカー選手
- 4月25日 - ラウラ・レピスト、フィギュアスケート選手
- 4月27日 - ホセ・フェルナンデス、野球選手
- 4月28日 - フアン・マタ、サッカー選手
- 4月29日 - ユンナ、歌手、女優
- 4月30日 - ライアン・オルーク、メジャーリーガー

#### 5月
- 5月2日 - ネフタリ・フェリス、メジャーリーガー
- 5月3日 - ベン・リビア、メジャーリーガー
- 5月3日 - マーク・ハーディ、プロ野球選手
- 5月4日 - クリスチャン・バーグマン、メジャーリーガー
- 5月5日 - アデル、歌手
- 5月5日 - スカイ・スウィートナム、歌手
- 5月5日 - ブルック・ホーガン、歌手
- 5月7日 - イサイアス・ベラスケス、元マイナーリーガー
- 5月8日 - リーズ・ドゥ・ラ・サール、ピアニスト
- 5月9日 - ネマニャ・ビエリツァ、バスケットボール選手
- 5月9日 - 雅千夏、アイドル
- 5月10日 - ライアン・ジャクソン、メジャーリーガー
- 5月12日 - マルセロ・ヴィエイラ・ダ・シウヴァ・ジュニオル、サッカー選手
- 5月14日 - ニッコロ・カネパ、オートバイレーサー
- 5月16日 - アン・ボヒョン、俳優
- 5月17日 - サム・ダイソン、メジャーリーガー
- 5月18日 - 瀬戸康史、俳優
- 5月18日 - SOL、アイドル (BIGBANG)
- 5月20日 - カイル・ジェンセン、プロ野球選手
- 5月21日 - パク・ギュリ、アイドル、女優（元KARA）
- 5月23日 - モーガン・プレッセル、ゴルファー
- 5月24日 - ハモン・オズニ・モレイラ・ラジェ、プロサッカー選手
- 5月24日 - ブラディミール・ガルシア、野球選手
- 5月25日 - 崔智恩、フィギュアスケート選手
- 5月25日 - パヴェル・カシュカ、フィギュアスケート選手
- 5月27日 - ギャレット・リチャーズ、メジャーリーガー
- 5月27日 - ブラッド・ボックスバーガー、メジャーリーガー
- 5月28日 - 石井、お笑い芸人（さや香）
- 5月28日 - クレイグ・キンブレル、メジャーリーガー
- 5月28日 - 黒木メイサ、女優
- 5月28日 - レスター・オリベロス、メジャーリーガー
- 5月29日 - 早織、女優
- 5月29日 - Rover、歌手（ベリーグッドマン）
- 5月30日 - アマンダ・ヌネス、格闘家
- 5月31日 - イ・スヒョク、俳優、モデル

#### 6月
- 6月1日 - ハビエル・エルナンデス、サッカー選手
- 6月1日 - フランシスコ・ペゲロ、野球選手
- 6月2日 - 齋藤彩夏、声優
- 6月2日 - セルヒオ・アグエロ、サッカー選手
- 6月3日 - 三浦翔平、俳優、モデル
- 6月3日 - 柳下大、俳優
- 6月6日 - アレクセイ・ロゴノフ、フィギュアスケート選手
- 6月6日 - 斎藤佑樹、プロ野球選手
- 6月6日 - ジェレミー・ゴールド、野球選手
- 6月7日 - フィリップ・ティッシェンドルフ、フィギュアスケート選手
- 6月7日 - マイケル・セラ、俳優
- 6月10日 - ガラニン・ヤン、野球選手
- 6月10日 - ジャイール、サッカー選手
- 6月11日 - 新垣結衣、女優
- 6月13日 - 生田竜聖、アナウンサー
- 6月18日 - マリアナ・ブリディ・ダ・コスタ、ブラジルのモデル（+ 2009年）
- 6月20日 - May J.、歌手
- 6月22日 - オムリ・カスピ、バスケットボール選手
- 6月22日 - ポーシャ・ダブルデイ、女優
- 6月22日 - 森カンナ、女優
- 6月24日 - マイカ・リチャーズ、サッカー選手
- 6月24日 - ミチェレ・カントゥ、フィギュアスケート選手
- 6月28日 - 近藤唯、声優
- 6月28日 - 濱田岳、俳優
- 6月29日 - エベル・バネガ、サッカー選手
- 6月29日 - ブルックス・ラリー、プロ野球選手
- 6月30日 - 呉承訓、サッカー選手
- 6月30日 - 中尾明慶、俳優

#### 7月
- 7月1日 - 金智孝、気象キャスター
- 7月2日 - 李菁龍、サッカー選手
- 7月2日 - ゆゆうた、YouTuber、ミュージシャン、ピアニスト、ゲーム実況者
- 7月3日 - ミゲル・アンヘル・ロペス、陸上競技選手
- 7月6日 - コーディー・ファーン、俳優
- 7月6日 - ミハイル・クズネツォフ、フィギュアスケート選手
- 7月8日 - クセニヤ・シュミリナ、フィギュアスケート選手
- 7月8日 - ジャーネイル・ヘイズ、陸上競技選手
- 7月11日 - 井口裕香、声優、歌手
- 7月11日 - 王磊、フィギュアスケート選手
- 7月12日 - ジェレミー・バーフィールド、マイナーリーガー
- 7月12日 - 種田梨沙、声優
- 7月12日 - マルコー・マールトン、フィギュアスケート選手
- 7月13日 - ヴァネッサ・クワイ、歌手
- 7月13日 - 五嶋龍、ヴァイオリニスト
- 7月13日 - DJ・ルメイユ、メジャーリーガー
- 7月13日 - 王靖超、野球選手
- 7月14日 - グラシエル・ジーン・タン、フィギュアスケート選手
- 7月14日 - リース・ウィリアムズ、サッカー選手
- 7月15日 - エロイス・ルスール、陸上競技選手
- 7月16日 - 瀬尾夏美、画家、作家
- 7月16日 - セルヒオ・ブスケツ、サッカー選手
- 7月17日 - 浅田舞、元フィギュアスケート選手・スポーツキャスター
- 7月20日 - スティーブン・ストラスバーグ、メジャーリーガー
- 7月20日 - タイ・ケリー、メジャーリーガー
- 7月21日 - ネッラ・シマオヴァ、フィギュアスケート選手
- 7月22日 - 金廣鉉、野球選手
- 7月22日 - 吉高由里子、女優
- 7月24日 - ハン・スンヨン、元アイドル、女優（元KARA）
- 7月25日 - パウリーニョ、サッカー選手
- 7月25日 - 朱大衛、プロ野球選手
- 7月25日 - ステイシー・ケンプ、フィギュアスケート選手
- 7月26日 - 近江友里恵、アナウンサー
- 7月26日 - 鄭凱文、野球選手
- 7月28日 - 許斌姝、フィギュアスケート選手
- 7月28日 - 仲村宗悟、声優
- 7月30日 - クリストファー・トレフィル、フィギュアスケート選手
- 7月31日 - クリスタル・マイヤーズ、歌手
- 7月31日 - 崔暁、元プロ野球選手

#### 8月
- 8月1日 - タチアナ・ココレワ、フィギュアスケート選手
- 8月1日 - ロイド・ジョーンズ、フィギュアスケート選手
- 8月2日 - ジュスティン・シャーマー、野球選手
- 8月3日 - マチェイ・チェプルハ、フィギュアスケート選手
- 8月5日 - フェデリカ・ペレグリニ、競泳選手
- 8月5日 - フルール・マクスウェル、フィギュアスケート選手
- 8月6日 - 窪田正孝、俳優
- 8月7日 - アニッカ・オーブレット、ポルノ女優
- 8月7日 - メロディ・オリヴェリア、YouTuber
- 8月8日 - ダニーロ・ガリナリ、バスケットボール選手
- 8月8日 - ベアトリス・オブ・ヨーク、イギリス王室
- 8月8日 - リンク・シン、野球選手
- 8月9日 - ウィリアン、サッカー選手
- 8月9日 - 山本希望、声優
- 8月11日 - アドリアン・シュルタイス、フィギュアスケート選手
- 8月11日 - 寺島惇太、声優、歌手
- 8月12日 - ステファン・ウェルチ、野球選手
- 8月12日 - ホセ・タバタ、メジャーリーガー
- 8月13日 - パク・チミ、女優
- 8月14日 - アレックス・リッディ、メジャーリーガー
- 8月17日 - 戸田恵梨香、女優
- 8月17日 - ミッチ・デニング、プロ野球選手
- 8月18日 - G-DRAGON、ラッパー、シンガーソングライター、音楽プロデューサー、起業家、ファッションアイコン (BIGBANG)
- 8月19日 - ヴェロニカ・ロス、作家
- 8月19日 - フーディ・アレン、ラッパー
- 8月20日 - 佐津川愛美、女優
- 8月21日 - ケイシー・マスグレイヴス、カントリー・ミュージック・アーティスト
- 8月21日 - ロベルト・レヴァンドフスキ、サッカー選手
- 8月23日 - ジェレミー・リン、バスケットボール選手
- 8月23日 - マイルズ・マイコラス、プロ野球選手
- 8月24日 - 吉田麻也、サッカー選手
- 8月24日 - ルパート・グリント、俳優
- 8月26日 - エルビス・アンドラス、メジャーリーガー
- 8月26日 - マリオ・ホランズ、メジャーリーガー
- 8月27日 - A.J.アクター、メジャーリーガー
- 8月29日 - 小柳友、俳優

#### 9月
- 9月1日 - エスクデロ・セルヒオ、サッカー選手
- 9月2日 - 金本涼輔、声優
- 9月3日 - ジェローム・ボアテング、サッカー選手
- 9月4日 - 野上翔、声優
- 9月5日 - ヌリ・シャヒン、サッカー選手
- 9月6日 - アーノルド・レオン、メジャーリーガー
- 9月7日 - ケビン・ラブ、バスケットボール選手
- 9月7日 - リージェン・チョン (HotCha)
- 9月8日 - ケイトリン・ヒル、YouTuber
- 9月8日 - チャンス・ラフィン、メジャーリーガー
- 9月9日 - 東惣介、AV男優
- 9月9日 - ウィル・ミドルブルックス、メジャーリーガー
- 9月9日 - 加隈亜衣、声優
- 9月9日 - 清水理沙、声優
- 9月9日 - 中村静香、グラビアアイドル、タレント、女優
- 9月9日 - ミリアン・サムソン、フィギュアスケート選手
- 9月10日 - ココ・ロシャ、ファッションモデル
- 9月11日 - 李龍大、バドミントン選手
- 9月13日 - ヴィクトリア・ヘルゲソン、フィギュアスケート選手
- 9月14日 - 石上静香、声優
- 9月14日 - 宮田俊哉、アイドル (Kis-My-Ft2)
- 9月15日 - チェルシー・ストウブ、女優
- 9月16日 - キム・ルシーヌ、フィギュアスケート選手
- 9月17日 - パヴェル・ママエフ、サッカー選手
- 9月19日 - カトリーナ・ボウデン、女優
- 9月20日 - スティーブ・ロンバードージー・ジュニア、メジャーリーガー
- 9月22日 - マイリン・ヴェンデ、フィギュアスケート選手
- 9月23日 - 木村了、俳優
- 9月24日 - ハンター・ストリックランド、メジャーリーガー
- 9月24日 - ビルギット・オイグメール、女優、歌手
- 9月24日 - モイゼス・シエラ、メジャーリーガー
- 9月25日 - 伊瀬茉莉也、声優
- 9月25日 - エカテリーナ・コネワ、陸上競技選手
- 9月26日 - キーラ・コルピ、フィギュアスケート選手
- 9月26日 - トム・ストイフバーゲン、プロ野球選手
- 9月26日 - リナ・ヨハンソン、フィギュアスケート選手
- 9月28日 - エスミー・デンターズ、歌手
- 9月28日 - キャメロン・ラップ、メジャーリーガー
- 9月29日 - ケビン・デュラント、バスケットボール選手

#### 10月
- 10月2日 - ニック・テペッシュ、メジャーリーガー
- 10月2日 - 明日花キララ、AV女優
- 10月3日 - グレゴリー・メリマン、フィギュアスケートアイスダンス選手
- 10月4日 - デリック・ローズ、バスケットボール選手
- 10月4日 - メリッサ・ブノワ、女優、歌手
- 10月6日 - 堀北真希、元女優、元タレント
- 10月7日 - ジエゴ・コスタ、サッカー選手
- 10月8日 - ヘフェール・パティーノ、元マイナーリーガー
- 10月9日 - 柳田悠岐、プロ野球選手（福岡ソフトバンクホークス）
- 10月10日 - 田村奈央、声優
- 10月10日 - フェルナンド・マルティネス、メキシカンリーガー
- 10月11日 - 泉里香、女優・タレント
- 10月11日 - エディソン・バリオス、プロ野球選手
- 10月15日 - メスト・エジル、サッカー選手
- 10月17日 - 相羽あいな、声優、歌手
- 10月17日 - 大島優子、元AKB48、女優・タレント
- 10月17日 - ステフェン・ロメロ、プロ野球選手
- 10月17日 - 松坂桃李、俳優
- 10月18日 - 伊東健人、声優
- 10月18日 - ウィンキー・ライ (HotCha)
- 10月18日 - ナタリア・シェスタコワ、フィギュアスケート選手
- 10月19日 - 榎木淳弥、声優
- 10月20日 - キャンディス・スワンポール、ファッションモデル
- 10月20日 - 新垣里沙、タレント・元モーニング娘
- 10月20日 - フランセナ・マッコロリー、陸上競技選手
- 10月20日 - 馬龍、卓球選手
- 10月23日 - ニア・アリ、陸上競技選手
- 10月24日 - 櫻川めぐ、声優、歌手
- 10月28日 - 菜々緒、ファッションモデル、女優、タレント
- 10月31日 - セバスチャン・ブエミ、F1ドライバー

#### 11月
- 11月1日 - 田中将大、メジャーリーガー
- 11月2日 - セス・ロジン、メジャーリーガー
- 11月5日 - 原紗友里、声優、元LISPのメンバー
- 11月8日 - 高宮まり、プロ雀士
- 11月8日 - 田島穂奈美、女優
- 11月8日 - ヤズマニ・グランダル、メジャーリーガー
- 11月9日 - ニッキー・ブロンスキー、女優、歌手
- 11月11日 - 小松未可子、声優
- 11月12日 - シンディ・ロンドン、バレーボール選手
- 11月12日 - ラッセル・ウェストブルック、バスケットボール選手
- 11月14日 - 大野拓朗、俳優
- 11月14日 - 星井七瀬、女優
- 11月15日 - B.o.B、ラッパー
- 11月18日 - HiDEX、歌手（ベリーグッドマン）
- 11月18日 - マリー・ジョゼ・タ・ルー、陸上競技選手
- 11月21日 - マット・ウェスト、プロ野球選手
- 11月22日 - オースティン・ロマイン、メジャーリーガー
- 11月22日 - ドリュー・ポメランツ、メジャーリーガー
- 11月24日 - ジャロッド・パーカー、メジャーリーガー
- 11月25日 - ジミー・パラデス、プロ野球選手
- 11月26日 - 與真司郎 (AAA)
- 11月26日 - エリザベス・マリー、女優・タレント・ダンサー・振付師
- 11月26日 - 倉田秋、サッカー選手
- 11月26日 - 何琢言、女優
- 11月27日 - ガブリエラ・ボイトビッチ、バレーボール選手
- 11月28日 - 藤春廣輝、サッカー選手
- 11月29日 - ラッセル・ウィルソン、アメリカンフットボール選手
- 11月30日 - 藍井エイル、アニソン歌手

#### 12月
- 12月1日 - イム・シワ﨑ン、アイドル、俳優 (ZE:A)
- 12月3日 - 川谷絵音、歌手
- 12月6日 - 島﨑信長、声優
- 12月7日 - エミリー・ブラウニング、俳優
- 12月10日 - ネヴェン・スボティッチ、サッカー選手
- 12月13日 - リッキー・ファウラー、プロゴルファー
- 12月14日 - ヴァネッサ・ハジェンズ、女優、歌手
- 12月14日 - 坂本勇人、プロ野球選手
- 12月14日 - 村瀬歩、声優
- 12月15日 - ダース・ローマシュ匡、元プロ野球選手
- 12月15日 - ライアン・プレスリー、メジャーリーガー
- 12月16日 - アナ・ポップルウェル、女優
- 12月16日 - パク・ソジュン、俳優、モデル
- 12月16日 - マッツ・フメルス、サッカー選手
- 12月17日 - アメリー・ラコステ、フィギュアスケート選手
- 12月17日 - グレテ・グリュンベルク、フィギュアスケートアイスダンス選手
- 12月17日 - 高梨臨、女優、モデル、タレント
- 12月17日 - 陳善有、ショートトラックスピードスケート選手
- 12月18日 - ブリアンヌ・タイゼン＝イートン、陸上競技選手
- 12月19日 - アレクシス・サンチェス、サッカー選手
- 12月19日 - 濵田崇裕 (WEST.)
- 12月23日 - 亀井絵里、タレント・元モーニング娘
- 12月24日 - 須田祐介、声優
- 12月25日 - エリック・ゴードン、バスケットボール選手
- 12月25日 - マリ・ヴァルトマン、フィギュアスケート選手
- 12月27日 - テギョン、アイドル、俳優 (2PM)
- 12月27日 - ヨアンナ・ブドネル、フィギュアスケート選手
- 12月27日 - リック・ポーセロ、メジャーリーガー
- 12月29日 - アグネシュ・サバイ、テニス選手
- 12月30日 - ダニー・ブラワ、メジャーリーガー
- 12月30日 - ドリュー・ルチンスキー、メジャーリーガー

### 誕生日不明
- 片島蘭 - 染色家
- 竹下和輝 - 写真家

### 人物以外
- 2月24日 - オペラハウス、競走馬

## ノーベル賞
- 物理学賞 - レオン・レーダーマン（アメリカ）、メルヴィン・シュワーツ（アメリカ）、ジャック・シュタインバーガー（アメリカ）
- 化学賞 - ヨハン・ダイゼンホーファー（ドイツ）、ロベルト・フーバー（ドイツ）、ハルトムート・ミヒェル（ドイツ）
- 生理学・医学賞 - ジェームス・ブラック（イギリス）、ガートルード・エリオン（アメリカ）、ジョージ・ヒッチングス（アメリカ）
- 文学賞 - ナギーブ・マフフーズ（エジプト）
- 平和賞 - 国連平和維持軍
- 経済学賞 - モーリス・アレ（フランス）